# Hans Dobida
Hans Dobida (* 13. Mai 1929 in Graz; † 16. Jänner 2025) war ein österreichischer Handball- und Eishockeyspieler sowie Präsident des Österreichischen Eishockeyverbandes. 

## Karriere
Der promovierte Sportler spielte in Graz für den ATSE Graz Handball und Eishockey, danach war er viele Jahre Leiter der Eishockeysektion des ATSE Graz. Von 1962 bis 1977 war er Vizepräsident, von 1977 bis 1996 Präsident des Österreichischen Eishockeyverbandes. Im Jahr 1996 folgte ihm Dieter Kalt senior nach, seither war Dobida Ehrenpräsident des Österreichischen Eishockeyverbandes. 
Von 1986 bis 2008 war er Mitglied im IIHF-Council, in der Periode von 1998 bis 2003 war er Schatzmeister und wurde in dieser Funktion für die Periode bis 2008 bestätigt. Nach Ablauf seines Mandats wurde er zum Rechnungsprüfer bestellt. Ferner war er Ehrenmitglied des Österreichischen Olympischen Komitees und Vorstandsmitglied des ATSE Graz. Dobida war auch Mitglied der Organisationskomitees für die Olympischen Winterspiele in Innsbruck 1964 und 1976 sowie für die Eishockey-Weltmeisterschaften in Wien 1967, 1977, 1987 und 1996. 
Beruflich war Hans Dobida von 1976 bis 1980 Direktor der Steiermärkischen Gebietskrankenkasse.
Für seine Verdienste wurde Dobida im Jahr 2004 in die vom Deutschen Eishockeymuseum geführte Hall of Fame in der Kategorie „Offizieller“ aufgenommen. Im Jahr 2007 erfolgte die Aufnahme in die IIHF Hall of Fame in der Kategorie „Funktionäre“.
Dobida starb am 16. Jänner 2025 im Alter von 95 Jahren.

## Auszeichnungen (Auszug)
- 1984: Goldenes Ehrenzeichen für Verdienste um die Republik Österreich
- 2004: Aufnahme in die Hall of Fame des Deutschen Eishockeymuseums
- 2007: Aufnahme in die IIHF Hall of Fame